# サラリーマン専科
『サラリーマン専科』（サラリーマンせんか）は、東海林さだおによる日本の漫画。『週刊現代』（講談社）にて連載していたが2024年12月21日号にて最終回を迎える。
これを原作とした映画が3作公開されている。

## 概要
1969年1月1日号より連載開始。東海林の作品の中では『タンマ君』に次ぐ長期間の連載作品となっており、2010年3月6日号で連載2000回を突破した。単行本はこれまでに4度刊行されているが、近年は刊行されていない。
これといった突出した才覚もない、平凡なサラリーマンの日常をギャグを交えて描いた作品で、高度経済成長期に掲載され『フジ三太郎』と共にサラリーマン漫画の先駆けとなった作品である。1話が11コマで、ストーリーの繋がりは無く、登場人物が毎回異なり、会社での出来事からプライベートでの出来事を描いた回が存在する。

## 単行本リスト
- 立風漫画文庫（立風書房、全5巻）
  1. サラリーマン専科 多情編 1977年10月15日
  2. サラリーマン専科 多恨編 1978年7月15日
  3. サラリーマン専科 魚心編 1980年1月15日
  4. サラリーマン専科 水心編 1980年4月15日
  5. サラリーマン専科 厚顔編 1981年5月15日

- ワイドKC（講談社、全5巻）
  1. 1989年11月22日 ISBN 4-06-176565-5
  2. 1989年11月22日 ISBN 4-06-176566-3
  3. 1990年6月9日 ISBN 4-06-176579-5
  4. 1990年3月23日 ISBN 978-4-06-176585-6
  5. 1990年5月 ISBN 978-4-06-176587-0

- 講談社文庫（講談社）
- サラリーマン専科（全5巻）※ワイドKC版を文庫化したもの。
  1. サラリーマン専科 見栄もほどほどの巻 1993年2月15日 ISBN 4-06-185358-9
  2. サラリーマン専科 課長コノヤロ!の巻 1993年3月15日 ISBN 4-06-185359-7
  3. サラリーマン専科 新入社員のあの娘の巻 1993年4月15日 ISBN 4-06-185373-2
  4. サラリーマン専科 昼メシの考察の巻 1993年5月15日 ISBN 4-06-185398-8
  5. サラリーマン専科 会社は天国の巻 1993年6月15日 ISBN 4-06-185413-5

- 平成サラリーマン専科（全3巻）※文庫オリジナルのエピソードを収録。
  1. 平成サラリーマン専科 カチョーもフキョーも丸かじり 1999年2月15日 ISBN 978-4-06-264532-4
  2. 平成サラリーマン専科 トホホとウヒョヒョの丸かじり 2000年3月15日 ISBN 978-4-06-264825-7
  3. 平成サラリーマン専科 ニョーボもマキコも丸かじり 2002年2月15日 ISBN 978-4-06-273366-3

## 映画
1995年から1997年にかけて、松竹より釣りバカ日誌に代わり『男はつらいよ』の同時上映作品として映画が3作公開された。現在はいずれもDVD化されていない。

### サラリーマン専科
1995年12月23日公開。同時上映は『男はつらいよ 寅次郎紅の花』。1996年にVHS化。
スタッフ
- 監督：朝原雄三
- 脚本：山田洋次、朝原雄三、梶浦政男
- 原作・題字：東海林さだお
- 撮影：近森眞史
- 美術：横山豊
- 音楽：渡辺剛
- 主題歌 : 「ミモザの咲く頃」笹本安詞≒下町兄弟
- 照明：中村裕樹
- 録音：岸田和美
- 編集：石島一秀
- 助監督：佐々江智明
- ドック・トレーナー：宮忠臣
- 現像：IMAGICA
- 製作者：佐生哲雄
- プロデュース：秋葉千晴、椿宜和、高橋信仁

キャスト
- 三宅裕司
- 田中好子
- 田中邦衛
- 裕木奈江
- 加勢大周
- 小林克也
- 斎藤陽子
- 伊藤俊人
- 柴田理恵
- 神津善行
- 中村メイコ
- 南田洋子
- 西村晃
- 梅垣義明
- 佐藤正宏
- 村松利史
- かたせ哲兵
- 上柳昌彦
- 筒井巧

ほか

### サラリーマン専科 単身赴任
1996年12月28日公開。1997年にVHS化。
同時上映は当初『男はつらいよ』第49作『寅次郎花へんろ』の予定で撮影地も決定していたが、撮影前に渥美清が死去、急遽『虹をつかむ男』に変更された。
スタッフ
- 監督：朝原雄三
- 脚本：山田洋次、朝原雄三、鈴木敏夫
- 原作・題字：東海林さだお
- 撮影：近森眞史
- 美術：横山豊
- 音楽：渡辺剛
- 主題歌 : 「ミモザの咲く頃」笹本安詞≒下町兄弟
- 照明：渡邊孝一
- 録音：岸田和美
- 編集：石島一秀
- 助監督：桜井宏明、佐々江智明
- 現像：IMAGICA
- 製作者：佐生哲雄
- プロデュース：秋葉千晴、椿宜和、矢島孝

キャスト
- 三宅裕司
- 田中好子
- 加勢大周
- 大滝秀治
- 坂本スミ子
- 萬田久子
- 藤岡琢也
- オール阪神・巨人
- 河内家菊水丸
- 吉村実子
- 山田スミ子
- すまけい
- 花紀京
- 山田雅人
- 塩見三省
- 小林千絵
- 桂あやめ
- 河野由佳
- 三東康太郎
- 梅垣義明
- 北山雅康
- 小籔千豊

### 新サラリーマン専科
1997年11月22日公開。同時上映は『男はつらいよ 寅次郎ハイビスカスの花 特別篇』。1998年にVHS化。
スタッフ
- 監督：朝原雄三
- 脚本：山田洋次、朝原雄三、鈴木敏夫
- 音楽：重実徹
- 撮影：近森眞史
- 美術：横山豊
- 照明：中須岳士
- 録音：岸田和美
- 編集：石島一秀
- 助監督：大谷幸夫
- 企画協力：藤原審爾（「初夢」より）
- ロケ協力：福井放送、三方町
- 製作者：幸甫、山本久
- プロデューサー：秋葉千晴、森重晃、岩田均、白石千江男
- 製作：松竹、アミューズ

キャスト
- 三宅裕司
- 岸本加世子
- 左とん平
- 宮下順子
- 松下由樹
- 中村梅雀
- 平泉成
- 山田雅人
- 上柳昌彦
- 日下武史
- 伊東四朗
- 森繁久彌
- あき竹城
- 竹田高利
- 山崎大輔
- 井上夏葉
- 和泉ちぬ
- 田代優美